# Lacistemataceae
Lacistemataceae је мала фамилија дикотиледоних биљака из реда Malpighiales. Обухвата 2 рода са 14 врста. Фамилија има неотропско распрострањење, у тропским областима Централне и Јужне Америке.